# ثمين باغتشبان

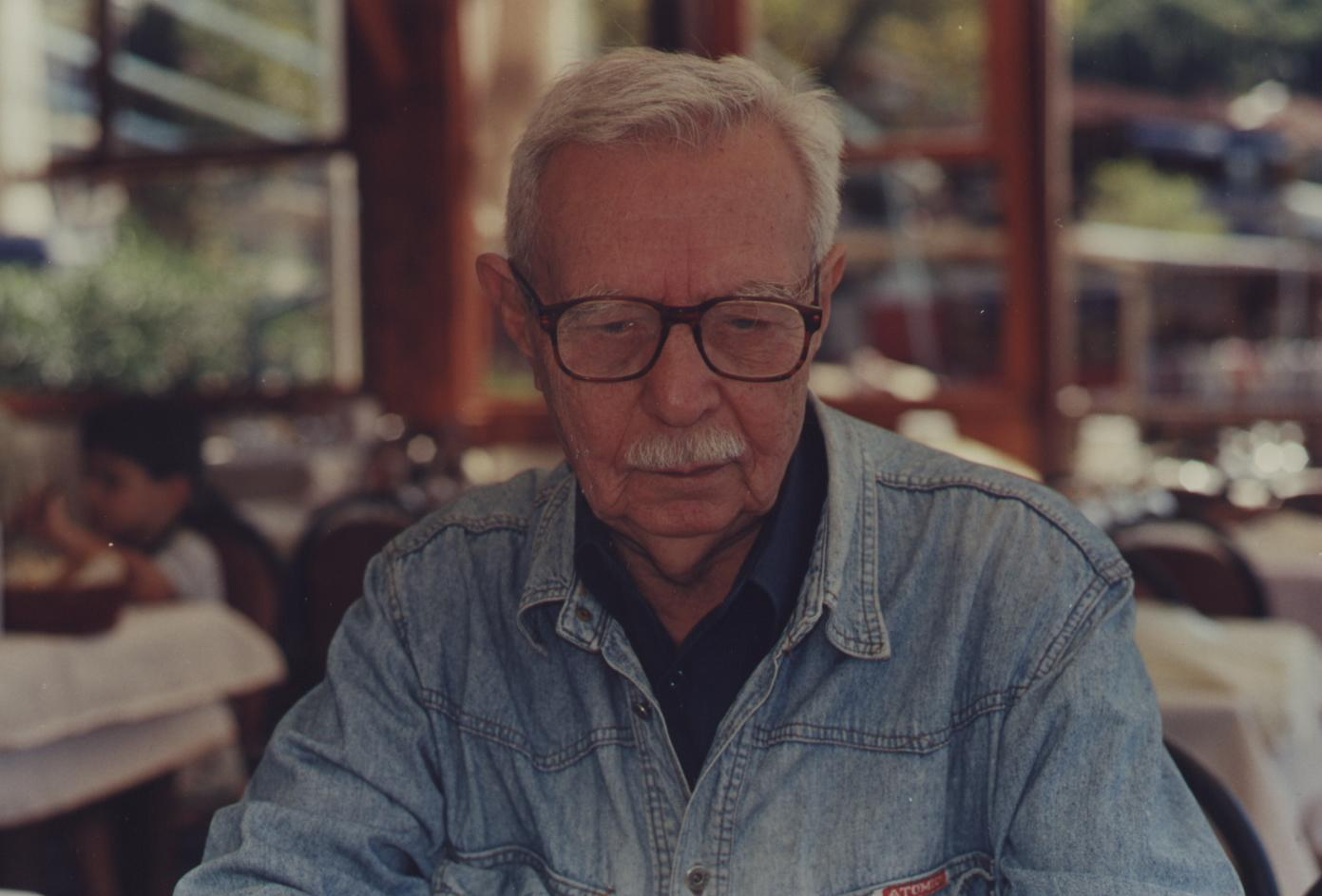
تمثن باغتشابان

ثمين باغتشبان ((بالفارسية: ثمین باغچه‌بان) ، (بالتركية: Samin Bahçeban)‏) (المتنوعات: باغشبان، بقشبان) (1923 - 19 مارس 2008) كان ملحنًا ومؤلفًا ومترجمًا إيرانيًا.

## سيرة شخصية
ولد ثمين باغتشبان عام 1925 في تبريز (إيران الحديثة) ونشأ في شيراز وطهران، حيث أسس والده أول رياض الأطفال ومدارس حديثة للصم في إيران. كان والده جبار باغتشبان معلمًا رائدًا في اللغة الفارسية.
بدأ ثمين باغتشبان تعلیمه في مجال الموسيقي في معهد طهران للموسيقى. في عام 1944 حصل ثمين باغتشبان على منحة دراسية لدراسة التكوين في معهد كونسرفتوار أنقرة الحكومي. وعاد إلى طهران عام 1949 وبدأ التدريس في المعهد الموسيقي.
وكان متزوجا من مغنية الأوبرا إيفلين باغتشبان التي التقى بها أثناء دراسته في أنقرة.
في عام 1984 انتقل إلى تركيا مع عائلته حيث واصل نشاطه وقام بتأليف عدة مقطوعات جديدة ، بعضها قام بأدائه مانوشهر صحباي في سويسرا.
توفي في 19 مارس 2008 في اسطنبول.

## وصلات خارجية
- باللغة الفارسية My brother Samin (برادرم ثمین), a multimedia presentation on Baghtchehban's life, Jadid online
- Samin Baghtcheban dead ثمین باغچه بان درگذشت, BBC Persian
- Rangin Kamoon was our childhood...In memory of Samin Baghtcheban رنگین کمان کودکی ما بود...؛ به یاد ثمین باغچه بان, Obituary in BBC Persian
- باللغة الفارسية Book review of Baghtcheban's Snapshots from My Father نقدي بر کتاب چهره هايي از پدرم
- باللغة الفارسية Norouz is coming... نوروز تو راهه..., Article on Rangin Kamoon album
- Rangin Kamoon (رنگین کمان), A small tribute to Rangin Kamoon Album